# Maria Celeste
Maria Celeste, född Virginia Galilei 16 augusti 1600 i Padua, död 2 april 1634 i Arcetri i Florens, var en italiensk nunna och brevskrivare. Hon var dotter till Galileo Galilei och Marina Gamba, och hennes brevväxling med fadern har utgivits. 
Nedslagskratern Maria Celeste på planeten Venus är uppkallad efter henne.